# Microtes pogonata
Microtes pogonata är en insektsart som först beskrevs av Strohecker 1963.  Microtes pogonata ingår i släktet Microtes och familjen gräshoppor. Inga underarter finns listade i Catalogue of Life.